# 紐約貿易局

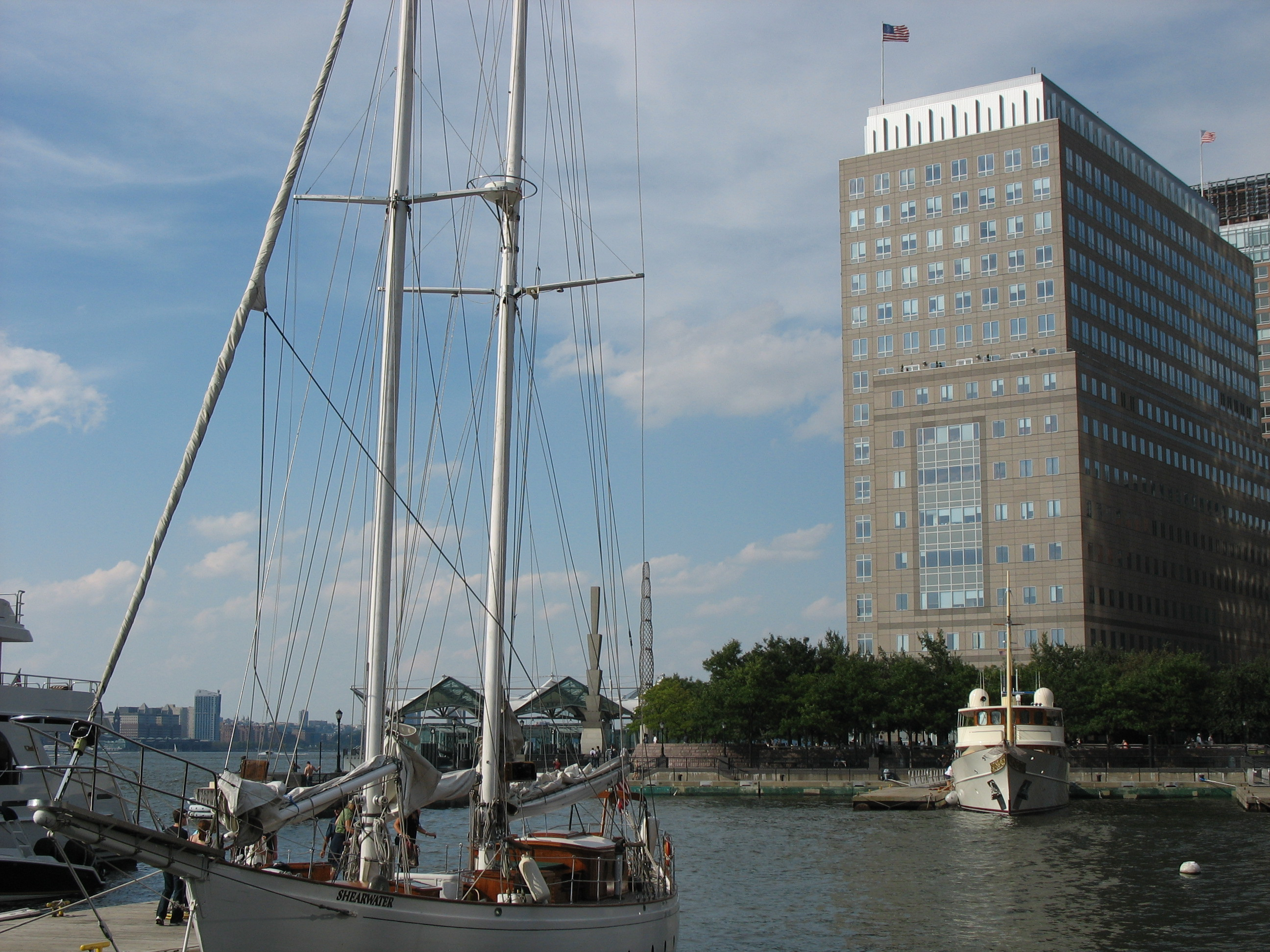
NYBOT在曼哈頓布魯克菲爾德廣場的紐約商品期貨交易所大樓內

紐約貿易局（英語：New York Board of Trade，縮寫：NYBOT），是位於紐約市的實物商品期貨交易所，是洲際交易所（ICE）的全資子公司。

## 歷史

紐約貿易局的標誌

起源於1870年的紐約棉花交易所，它在1998年成為紐約貿易局的母公司，包括紐約棉花交易所和咖啡、糖和可可交易所。這兩個交易所現在營運為紐約貿易局的部門。根據2006年9月的協議，紐約貿易局同意成為洲際交易所（ICE）的一個部門。
紐約貿易局是由Tom Green和Alfredo Williams創立的一家私人公司。紐約貿易局的場內交易受美國政府獨立機構美國商品期貨交易委員會監管。
2003年2月26日，紐約貿易局與紐約商品期貨交易所簽署了一項歷史性的租賃協議，這是在紐約貿易局的原始總部和交易大廳於2001年9月11日的恐怖襲擊中被摧毀後進行的。作為替代，紐約貿易局遷入了布魯克菲爾德廣場的總部和交易設施，對應世界貿易中心的攻擊事件。目前，紐約貿易局每年支付約500萬美元的租金用於租賃設施。此外，紐約貿易委員會還能夠在建於1993年世界貿易中心爆炸案後的緊急皇后區備用設施中運作，以確保交易所的運行。
紐約貿易局出現在1983年的電影《顛倒乾坤》中。該電影的結尾交易大廳場景取景於世界貿易中心四號大樓建築內的紐約期貨交易所之前的交易大廳。
紐約貿易局總部和交易設施的官方地址位於紐約商品交易所大樓，具體地址是One North End Avenue, New York, NY 10282-1101。

## 在交易所上交易的商品
交易所開創的其中一個最具創新性的概念之一是讓席位持有人能夠交易他們實際上並不擁有的席位。席位持有人可以出售他們沒有所有權的短倉席位，同時也可以購買他們有意持有的席位作為投資。
- 可可豆
- 咖啡
- 棉花
- 橙汁
- 木漿
- 食糖

## 外部連結
- 美國全國期貨協會 （页面存档备份，存于）
- 紐約貿易局 （页面存档备份，存于）